# Assembleia das Regiões da Europa
A Assembleia das Regiões da Europa (em inglês: Assembly of European Regions), conhecida também pelo acrónimo AER, é a maior plataforma independente de regiões da Europa, congregando regiões de 35 países e 15 organizações num fórum de cooperação inter-regional.

## Contexto histórico
A 15 de junho de 1985, em Louvain-la-Neuve (Brabante Valão), 47 Regiões e 9 organizações inter-regionais fundaram o Conselho das Regiões da Europa (CRE) que mais tarde, em novembro de 1987, se viria a denominar Assembleia das Regiões da Europa, sendo que o seu primeiro Presidente foi o antigo primeiro-ministro francês e Presidente da Assembleia Nacional Francesa, Edgar Faure.
O ano de 1985 foi proclamado pelas Nações Unidas como o Ano Internacional da Juventude. No mesmo ano, a AER lançou seu primeiro programa, Eurodisseia, destinado a promover e incentivar a mobilidade juvenil.
Em 1990, o Tabula Regionum Europae da AER publicou o primeiro mapa do gênero citando uma Europa formada por regiões e não simplesmente por países. No ano seguinte, o princípio da subsidiariedade tornou-se a principal campanha AER para promover o papel das regiões em todos os processos de tomada de decisão europeus e nacionais. Logo depois, seu sucesso ficou evidente, pois o princípio foi reconhecido no Tratado de Maastricht de 1992.
A criação do Comité das Regiões (CR) em 1994 e da Câmara das Regiões no âmbito do Congresso dos Poderes Locais e Regionais da Europa (CLRAE) em 1994, exemplificou uma vitória da AER na defesa das regiões na Europa .
Em 1995, a AER lançou uma campanha para promover o regionalismo na Europa. Como resultado, 300 membros da AER adotaram em 1996 a Declaração sobre Regionalismo na Europa, imediatamente inicializando um documento de referência para regiões novas e em desenvolvimento.
Em 2002, a AER apresentou a sua posição sobre o “Futuro da Europa” na Convenção Europeia. A AER contribuiu ativamente para a elaboração da Constituição Europeia, demonstrando um forte envolvimento político. O texto final incluiu todas as propostas de AER, nomeadamente:
- O reconhecimento das regiões como um nível importante de governação na Europa.
- A extensão do princípio da subsidiariedade aos níveis regional e local.
- A inclusão da coesão regional nos objetivos da UE.

Em 2008, a AER estabeleceu a Rede Regional da Juventude, a primeira e única plataforma europeia de conselhos, parlamentos e organizações regionais da juventude.

## Definição de "Região"
De acordo com os estatutos da AER, o termo "região" refere-se a uma autoridade territorial existente ao nível imediatamente inferior ao do governo central, com a sua própria representação política na forma de uma assembleia regional eleita.

## Membros
As regiões membros da Assembleia das Regiões da Europa provêm dos seguintes países: 
| - Albânia - Arménia - Áustria - Bélgica - Croácia - Chipre - Dinamarca | - Finlândia - França - Geórgia - Hungria - Irlanda - Itália - Montenegro | - Noruega - Países Baixos - Portugal - Roménia - Rússia - Sérvia - Eslovénia | - Espanha - Suécia - Suíça - Turquia - Ucrânia - Reino Unido |

## Lista de presidentes da AER
- Magnus Berntsson - Västra Götaland (Suécia) 2017 – Presente
- Hande Özsan Bozatlı - Istambul (Turquia) - 2013–2017
- Michèle Sabban - Île-de-France (França) - 2008–2013
- Riccardo Illy - Friuli-Venezia-Giulia (Itália) - 2004–2008
- Liese Prokop - Baixa Áustria (Áustria) - 2000–2004
- Luc Van den Brande - Flandres (Bélgica) - 1996-2000
- Jordi Pujol - Catalunha (Espanha) - 1992-1996
- Carlo Bernini - Veneto (Itália) - 1988–1992
- Edgar Faure - Franche-Comté (França) - 1985–1988